# Enrique Jardiel Poncela

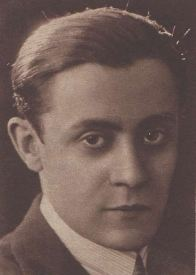
Enrique Jardiel Poncela (1901–1951) - spanischer Schriftsteller

Enrique Jardiel Poncela (* 15. Oktober 1901 in Madrid; † 18. Februar 1952 ebenda) war ein spanischer Dramenautor, Romancier und Journalist.

## Leben
Enrique Jardiel Poncela wurde als Sohn des Journalisten Enrique Jardiel Agustín und der Malerin Marcelina Poncela Hontoria in Madrid geboren. Ab 1905 ging er an der Institución Libre de Enseñanza zur Schule, 1908 wurde er am Französischen Lyzeum der Sociedad Francesa eingeschrieben. Als Kind begleitete er seinen Vater oft auf die Pressetribüne des Parlaments. 1912 wechselte er nochmals die Schule, an das Colegio de los Padres Escolapios de San Antonio Abad, wo er sein Abitur machte.
Ab 1919 veröffentlichte er Artikel und Erzählungen in diversen Zeitungen und Zeitschriften wie La Nueva Humanidad, La Correspondencia de España, Los Lunes de El Imparcial und wurde 1921 Redaktionsmitglied von La Acción, ein Jahr später bei La Correspondencia de España. 1922 begann er in der humoristischen Zeitschrift Buen Humor mitzuarbeiten.
1923 veröffentlichte er zwei Novellen: El hombre a quien amó Alejandra und El infierno. Am 28. Mai 1927 wurde seine erste Komödie Una noche de primavera sin sueño am Teatro Lara in Madrid uraufgeführt. Großen Erfolg erzielte er mit Romanen wie Amor se escribe sin hache (1929), Espérame en Siberia, vida mía (1929), Pero... ¿hubo alguna vez once mil vírgenes? (1930) oder La tournée de Dios (1932).
1932 wurde in Valencia seine Komödie Usted tiene ojos de mujer fatal uraufgeführt. Jardiel Poncela reiste nach Hollywood, um an der Synchronisation verschiedener spanischer Filme für die Fox mitzuwirken; bis März 1933 blieb er in den USA. Danach fuhr er zur Uraufführung seiner Stückes Usted tiene ojos de mujer fatal nach Madrid. Dort schrieb er das Drehbuch zum Film Se ha fugado un preso (Regisseur: Benito Perojo). Im September 1933 reiste er, ebenfalls auf Einladung der Fox, nach Paris.
Beim Ausbruch des Spanischen Bürgerkriegs wurde Jardiel Poncela 1936 auf Grund einer anonymen Anzeige verhaftet, wenige Tage später jedoch wieder frei gelassen. 1937 verließ er Spanien und ging zunächst nach Frankreich, später nach Argentinien, wo er für Film und Radio tätig war. 1938 kehrte er nach Spanien zurück, wo er bis Kriegsende in San Sebastián lebte. Danach übersiedelte er wieder nach Madrid, wo seine Operette Carlo Monte en Monte Carlo, mit Musik von Jacinto Guerrero uraufgeführt wurde; in den frühen 1940er Jahren war seine Schaffenskraft am höchsten, und er konnte eine Vielzahl von Theaterstücken aufführen; einige von ihnen wurden auch verfilmt.
1944 unternahm er eine Rundreise durch Lateinamerika, wo er jedoch von Misserfolgen heimgesucht wurde. 1946 erhielt er zwar vom Consejo Superior de Teatro den spanischen Premio Nacional de Teatro, doch war seine Gesundheit schon angegriffen (er litt an Kehlkopfkrebs). So konnte er danach nur noch wenige Theaterstücke schreiben und verlegte sich auf die Veröffentlichung von Zeitungsartikeln. Er starb mit erst 51 Jahren am 18. Februar 1952 in Madrid.

## Werk
Enrique Jardiel Poncela gilt als „der große Komiker der 27er Generation“ in Spanien. Seine Leistung besteht vor allem in der szenischen Erneuerung, in seiner freien Auffassung vom Bühnenraum. Er entfernt sich vom Realismus und Naturalismus des 19. Jahrhunderts und erhebt Fantasie über das Prinzip der Wahrscheinlichkeit, seine Ästhetik führt letzten Endes zum Theater des Absurden. Dies wurde vom damaligen Publikum nicht richtig verstanden, daher musste er oft den Dramenausgang umschreiben. In der Thematik ist er eher eingeschränkt: Seine Stücke sind hauptsächlich Liebesdramen, doch dahinter findet sich oft die Parodie von literarischen Gattungen und auch Filmen. Er sucht das Ungewöhnliche, nie Dagewesene, Paradoxe. Auch seine Vorworte zu den Dramen sind wichtig; darin kommt seine spielerische, magische, irrealistische Haltung gut zum Ausdruck. Seiner Meinung nach hat sich die Literatur nicht mit dem Realen zu befassen, sondern an dessen Grenzen zu gehen. Für die Bühnenrealisierung seiner Stücke braucht es einen aufwändigen Apparat, da sie viele Tricks und Überraschungen beinhalten. Er ist zusammen mit Miguel Mihura als der Schöpfer eines neuen komischen Dramas in Spanien zu betrachten.

### Drama
- Una noche de primavera sin sueño 1927
- Margarita, Armando y su padre 1931
- El cadáver del señor García 1930
- Usted tiene ojos de mujer fatal 1933
- Angelina, o el honor de un brigadier 1934
- Un adulterio decente 1935
- Cuatro corazones con freno y marcha atrás 1936
- Eloísa está debajo de un almendro 1940
- El amor sólo dura 2.000 metros 1941
- Los ladrones somos gente honrada 1941
- Madre (el drama padre) 1942
- Blanca por fuera y Rosa por dentro 1943
- Tú y yo somos tres 1945
- Agua, aceite y gasolina 1946
- Como mejor están las rubias es con patatas 1947
- Los tigres escondidos en la alcoba 1949
- Los habitantes de la casa deshabitada

### Romane und Novellen
- El hombre a quien amó Alejandra 1923
- El infierno 1924
- Amor se escribe sin hache 1928
- Espérame en Siberia, vida mía
- Pero... ¿hubo alguna vez once mil vírgenes? 1931
- La tournée de Dios 1932